# Carlyne Cerf de Dudzeele
Carlyne Cerf de Dudzeele (née en janvier 1950) est une journaliste et rédactrice de mode française.

## Biographie
Née en janvier 1950, Carlyne Cerf de Dudzeele grandit dans les environs de Saint-Tropez, en pleine nature, ainsi qu'à Paris,. Elle dit que son éducation vient de sa mère, qui était « la femme la plus inimaginable » qu'elle ait jamais connue. Elle reçoit « une éducation de base stricte […] mais l'intuition [était] le facteur le plus important ». Elle dit aussi qu'à Saint-Tropez, « la mode n'était pas une question de vêtements. C'était plus une question d'attitude, d'intelligence, de façon d'être, de simplicité. […] C'était pour s'amuser ».
Elle s'installe à Paris dans les années 1970 et commence sa carrière par des stages dans des journaux tels que Depeche Mode ou Marie Claire. Plus tard, à partir de 1977, elle travaille à Elle pendant presque dix ans. Puis Daniel Filipacchi la missionne pour développer Elle aux États-Unis. Entre temps, elle est contactée par Alexander Liberman pour intégrer Vogue US. Elle déménage  à New York début 1985 et devient la « directrice des projets spéciaux » du magazine américain aux côtés de Grace Mirabella, d'André Leon Talley et d'Isabella Blow,. Elle crée la première couverture d'Anna Wintour, en 1988, dans lequel la mannequin israélienne Michaela Bercu est habillé d'un haut de couture Christian Lacroix  avec une croix ornée de pierres précieuses et un jean Guess. Elle travaille en étroite collaboration avec de grands photographes de mode de l'époque : Irving Penn, Richard Avedon, Helmut Newton, Paolo Roversi, Patrick Demarchelier, et son collaborateur de longue date, Steven Meisel ; avec ce dernier ainsi que Peter Lindberg, elle concoure à forger le style des Supermodels durant de multiples séances photos.
Outre l'industrie de la presse, elle participe à la définition du look Versace dans les années 1990, et travaille avec Gianni Versace, Azzedine Alaïa, et Karl Lagerfeld lors de son arrivée chez Chanel.
Elle ne suit pas les tendances, et affirme qu'elle crée toujours crée sa propre mode,. À ce titre, décrite par Karl Lagerfeld comme une « classique excentrique », elle est reconnue pour son goût du patchwork, mélangeant jeans, sportswear, fourrure, veste Chanel.
En octobre 2013, elle devient rédactrice en chef de la mode pour Lucky Magazine,.